# Struer Provsti
Struer Provsti er et provsti i Viborg Stift.  Provstiet ligger i Struer Kommune.
Struer Provsti består af 14 sogne med 16 kirker, fordelt på 6 pastorater.

## Pastorater
| Pastorater i Struer Provsti | Pastorater i Struer Provsti | Pastorater i Struer Provsti      |
| --------------------------- | --------------------------- | -------------------------------- |
| Gimsing Pastorat            | Hjerm Pastorat              | Venø-Resen-Humlum Pastorat       |
| Struer Pastorat             | Thyholm Pastorat            | Vejrum-Ølby-Asp-Fousing Pastorat |

## Sogne
| Sogne i Struer Provsti | Sogne i Struer Provsti | Sogne i Struer Provsti |
| ---------------------- | ---------------------- | ---------------------- |
| Asp Sogn               | Fousing Sogn           | Gimsing Sogn           |
| Hjerm Sogn             | Humlum Sogn            | Hvidbjerg Sogn         |
| Jegindø Sogn           | Lyngs Sogn             | Resen Sogn             |
| Struer Sogn            | Søndbjerg-Odby Sogn    | Vejrum Sogn            |
| Venø Sogn              | Ølby Sogn              |                        |